# Ramphocaenus
Ramphocaenus es un género de aves paseriformes  perteneciente a la familia Polioptilidae que agrupa a dos especies nativas de la América tropical (Neotrópico), donde se distribuyen desde el sur de México, por América Central y del Sur hasta el sureste de Brasil y norte de Bolivia. Se consideró un género monotípico hasta 2018, cuando Ramphocaenus melanurus, su hasta entonces única especie, se escindió en dos. A sus miembros se les conoce por el nombre común de soterillos y también saltones, currucas, cazajejenes o chiritos, entre otros.

## Etimología
El nombre genérico masculino «Ramphocaenus» se compone de las palabras del griego «ramphos»: ‘pico’, y «kainos»: ‘extraño, diferente’.

## Características
Las especies de este género son pequeños polioptílidos que miden alrededor de 12 cm de longitud y habitan el sotobosque de selvas húmedas, algunas veces acompañando bandos en el estrato medio. Sus picos son largos y esbeltos. Levantan la cola frecuentemente, mientras la menean animadamente, y muchas veces la mantienen en ángulos peculiares.

## Lista de especies
Según las clasificaciones del Congreso Ornitológico Internacional (IOC) y Clements Checklist/eBird v.2019, el género agrupa a las siguientes especies con el respectivo nombre popular de acuerdo con la Sociedad Española de Ornitología (SEO):
| Imagen | Nombre científico      | Autor          | Nombre común        | Estado de conservación |
| ------ | ---------------------- | -------------- | ------------------- | ---------------------- |
|        | Ramphocaenus melanurus | Vieillot, 1819 | soterillo picudo    | LC                     |
|        | Ramphocaenus sticturus | Hellmayr, 1902 | soterillo del bambú | NE                     |

## Taxonomía
Con base en los estudios de filogenia molecular de Smith et al (2018), se propuso la separación del grupo de subespecies rufiventris (de Centroamérica y noroeste de Sudamérica) y del grupo sticturus/obscurus (del oeste de la cuenca amazónica). El Comité de Clasificación de Sudamérica en la Propuesta N° 790, aprobó la separación de sticturus pero no así la de rufiventris, debido a la insuficiencia de datos, a pesar de reconocer la probable validad de la separación.